# Бруно Ранжел
Бруно Ранжел Домінгес (порт. Bruno Rangel Domingues, нар. 11 грудня 1981, Кампос — пом. 28 листопада 2016, Ла-Уніон) — бразильський футболіст, що грав на позиції нападника. Загинув в авіакатастрофі BAe 146 над Колумбією, вважався головною зіркою клубу..

## Ігрова кар'єра
Починав свою дорослу кар'єру в невеликих клубах, які виступали в Серії С або на регіональному рівні, в тому числі грав за команди свого рідного міста — «Гойтаказ» і «Амерікано». У 2010 році, виступаючи у складі «Пайсанду», Ранжел став кращим бомбардиром Серії С, а на наступний рік у складі «Жоїнвіля» став переможцем цього турніру. Тільки у віці 31 рік футболіст вперше зіграв в Серії B — у 2012 році у складі «Жоїнвіля», проте в тому сезоні провів всього дві гри.
У 2013 році Бруно Ранжел приєднався до «Шапекоенсе», який виступав в Серії B. Форвард став кращим бомбардиром турніру (31 гол в 34 матчах) і допоміг клубу завоювати підвищення в Серію А. По закінченню сезону він перейшов в катарський «Аль-Арабі», який тренував бразильський фахівець Пауло Сезар Гусмао,, але вже влітку 2014 року клуб очолив Дан Петреску і Ранжел повернувся в «Шапекоенсе». 19 липня 2014 року форвард дебютував у Серії А в матчі проти «Сан Паулу», а 30 серпня того ж року в матчі з «Крузейро» забив свій перший гол у Серії А. У 2016 році Ранжел став чемпіоном і кращим бомбардиром (10 голів) чемпіонату штату Санта-Катаріна, причому забив вирішальний гол у фінальному матчі проти «Жоїнвіля». Крім того, в цьому сезоні Ранжел став найкращим бомбардиром клубу в Серії А, також забивши 10 голів, а також дійшов до першого в історії клубу фіналу міжнародного турніру — Південноамериканського кубка.
28 листопада 2016 року Бруно Ранжел загинув у авіакатастрофі під Медельином разом з практично всім складом і тренерським штабом клубу в повному складі, який летів на перший фінальний матч ПАК-2016 із «Атлетіко Насьйоналем».
Всього в офіційних матчах Бруно Ранжел забив 81 гол за «Шапекоенсе». Незадовго до своєї загибелі форвард став кращим бомбардиром клубу за всю історію, обійшовши за цим показником Індіо, який виступав у 1970-ті роки.

## Титули і досягнення

### Командні
- Чемпіон штату Санта-Катаріна (1): 2016
- Чемпіон штату Пара (1): 2010
- Переможець бразильської Серії C (1): 2011
- Володар Південноамериканського кубка (1): 2016 (посмертно, на прохання суперників[8][9])

### Індивідуальні
- Найкращий бомбардир чемпіонату штату Санта-Катаріна (1): 2016 (10 голів)
- Найкращий бомбардир бразильської Серії B (1): 2013 (31 гол)
- Найкращий бомбардир бразильської Серії C (1): 2010 (9 голів)
- Найкращий бомбардир в історії «Шапекоенсе» — 77 голів в офіційних турнірах і всього 81 забитий гол.